# Albi di Alan Ford
Questo è l'elenco dei volumi pubblicati della serie a fumetti Alan Ford.
L'albo è stato pubblicato dal 1969 al 1982 dall'Editoriale Corno; dal 1983 è subentrata la "Max Bunker Press", di proprietà dell'autore dei testi Luciano Secchi, fino al 2012 da quando la serie è stampata dalla "1000VolteMeglio Publishing", casa editrice gestita da Raffaella Secchi, figlia di Luciano.
Tutte le storie sono state scritte da Max Bunker mentre i disegnatori principali sono stati Magnus, Paolo Piffarerio e, attualmente, Dario Perucca.

## Alan Ford (1969-1982 - Editoriale Corno)
| Nº  | Data           | Titolo                                       | Matite            | Chine              | Copertina | Allegato                    | Note |
| --- | -------------- | -------------------------------------------- | ----------------- | ------------------ | --------- | --------------------------- | --- |
| 1   | Maggio 1969    | Il gruppo T.N.T.                             | Magnus            | Magnus             | X         |                             | Copertina di Luigi Corteggi |
| 2   | Giugno 1969    | Il dente cariato                             | Magnus            | Magnus             | X         |                             | Copertina di Luigi Corteggi |
| 3   | Luglio 1969    | Operazione Frankenstein                      | Magnus            | Magnus             | X         |                             | Copertina di Luigi Corteggi |
| 4   | Agosto 1969    | La casa dei fantasmi                         | Magnus            | Magnus             | X         |                             | Copertina di Luigi Corteggi |
| 5   | Settembre 1969 | Date! Date! Date!                            | Magnus            | Magnus             | X         |                             | Copertina di Luigi Corteggi |
| 6   | Ottobre 1969   | Alex Barry non c'è più                       | Magnus            | Magnus             | X         |                             | Copertina di Luigi Corteggi |
| 7   | Novembre 1969  | Una gita a San Guerreta                      | Magnus            | Magnus             | X         |                             | Copertina di Luigi Corteggi |
| 8   | Dicembre 1969  | L'albero di Natale                           | Magnus            | Magnus             | X         |                             | Copertina di Luigi Corteggi |
| 9   | Gennaio 1970   | Zoo Simphony                                 | Magnus            | Magnus             | X         |                             | Copertina di Luigi Corteggi |
| 10  | Gennaio 1970   | Formule                                      | Magnus            | Magnus             | X         |                             | Copertina di Luigi Corteggi. Il n. 9 e il n. 10 riportano la stessa data di uscita, ma in realtà il n. 10 uscì nel febbraio del 1970, per uno sciopero. |
| 11  | Febbraio 1970  | Il Numero Uno                                | Magnus            | Magnus             | X         | adesivi*                    | *(2 Alan Ford) Prima copertina realizzata da Magnus per la serie.                                                                                       |
| 12  | Marzo 1970     | La triste storia di un giovane ricco         | Magnus            | Magnus             | X         | adesivi*                    | *(Cariatide) (Bob Rock) |
| 13  | Aprile 1970    | Golf                                         | Magnus            | Magnus             | X         | adesivo*                    | *(Alan Ford e Bob Rock) |
| 14  | Giugno 1970    | 1 2 3 4                                      | Magnus            | Magnus             | X         | adesivi*                    | *(Margot) (Conte Oliver) |
| 15  | Agosto 1970    | Il colpo di fulmine                          | Magnus            | Magnus             | X         | adesivi*                    | *(Grunf) (Il Numero 1) |
| 16  | Settembre 1970 | Un voto per Notax                            | Magnus            | Giovanni Romanini  | X         | adesivi*                    | *(Geremia) (Alan Ford) |
| 17  | Ottobre 1970   | Cure termali                                 | Magnus            | Giovanni Romanini  | X         | adesivo*                    | *(Tumb, Tim e Tom) |
| 18  | Novembre 1970  | Il cane da un milione di dollari             | Magnus            | Giovanni Romanini  | X         | adesivo*                    | *(Il gruppo TNT) |
| 19  | Dicembre 1970  | I 3 di Yuma                                  | Magnus            | Giovanni Romanini  | X         | adesivo*                    | *(Bob Rock e Alan Ford - Serie "trasporti" gruppo TNT: moto "propulsione a razzo")                                                                      |
| 20  | Gennaio 1971   | Frit Frut                                    | Magnus            | Giovanni Romanini  |           | adesivo*                    | *(Alan Ford - Serie "trasporti" gruppo TNT: aereo a reazione ginnica)                                                                                   |
| 21  | Febbraio 1971  | Bombafobia                                   | Magnus            | Paolo Chiarini     |           | adesivi*                    | *(Bob Rock e Conte Oliver - Serie "trasporti" gruppo TNT: minimotor per fuga a due) (Il suicida)                                                        |
| 22  | Aprile 1971    | La paura fa spavento                         | Magnus            | Giovanni Romanini  |           | adesivo*                    | *(Bob Rock e Alan Ford - Serie "trasporti" gruppo TNT: sacco per moto verticale)                                                                        |
| 23  | Maggio 1971    | Sogno d'una notte di mezzo inverno           | Magnus            | Paolo Chiarini     |           | adesivo*                    | *(Alan Ford - Serie "trasporti" gruppo TNT: il rapido delle Ande)                                                                                       |
| 24  | Giugno 1971    | Boyscout                                     | Magnus            | Giovanni Romanini  |           | adesivo*                    | *(Cirano) |
| 25  | Luglio 1971    | 2 balzi in più                               | Magnus            | Giovanni Romanini  |           |                             | |
| 26  | Agosto 1971    | Superciuk                                    | Magnus            | Giovanni Romanini  |           |                             | |
| 27  | Settembre 1971 | La minaccia alcoolica                        | Magnus            | Paolo Chiarini     |           |                             | |
| 28  | Ottobre 1971   | Il fiasco spezzato                           | Magnus            | Giovanni Romanini  |           |                             | |
| 29  | Novembre 1971  | Circus                                       | Magnus            | Paolo Chiarini     |           | adesivo*                    | *(Bob Rock e Grunf - Serie "trasporti" gruppo TNT: rampa per gittata a corto raggio)                                                                    |
| 30  | Dicembre 1971  | Santa Claus story                            | Magnus            | Giovanni Romanini  |           |                             | |
| 31  | Gennaio 1972   | Il giorno della befana                       | Magnus            | Paolo Chiarini     |           |                             | |
| 32  | Febbraio 1972  | Quando il q cuore fa bi-bim ba-bam           | Magnus            | Giovanni Romanini  |           |                             | |
| 33  | Marzo 1972     | Lo Spennagrulli                              | Magnus            | Paolo Chiarini     |           |                             | |
| 34  | Aprile 1972    | Bluefarm                                     | Magnus            | Giovanni Romanini  |           |                             | |
| 35  | Maggio 1972    | La dozzina del pentagramma                   | Magnus            | Giovanni Romanini  |           |                             | |
| 36  | Giugno 1972    | Il Centurione                                | Magnus            | Giovanni Romanini  |           |                             | |
| 37  | Luglio 1972    | Il Colonnello Lapislazuli                    | Magnus            | Paolo Chiarini     |           |                             | |
| 38  | Agosto 1972    | Le grandi vacanze                            | Magnus            | Paolo Chiarini     |           |                             | |
| 39  | Settembre 1972 | Belle Epoque                                 | Magnus            | Giovanni Romanini  |           |                             | |
| 40  | Ottobre 1972   | Ecologia                                     | Magnus            | Paolo Chiarini     |           |                             | |
| 41  | Novembre 1972  | Missione da siüri                            | Magnus            | Paolo Chiarini     |           |                             | |
| 42  | Dicembre 1972  | Grasso Natale                                | Magnus            | Giovanni Romanini  |           |                             | |
| 43  | Gennaio 1973   | La festa di capodanno                        | Magnus            | Giovanni Romanini  |           |                             | |
| 44  | Febbraio 1973  | C'era una volta una taglia                   | Magnus            | Paolo Chiarini     |           |                             | |
| 45  | Marzo 1973     | Piano concerto al Centimetropolitan          | Magnus            | Giovanni Romanini  |           |                             | |
| 46  | Aprile 1973    | Rischia o trapassa                           | Magnus            | Giovanni Romanini  |           |                             | |
| 47  | Maggio 1973    | La minaccia di Aseptik                       | Magnus            | Paolo Chiarini     |           |                             | |
| 48  | Giugno 1973    | Il ricco zio è morto                         | Magnus            | Giovanni Romanini  |           |                             | |
| 49  | Luglio 1973    | Derby                                        | Magnus            | Giovanni Romanini  |           |                             | |
| 50  | Agosto 1973    | Così nacque il gruppo TNT                    | Magnus            | Giovanni Romanini  |           | manifesto* e adesivi**      | *(Bob Rock) **(Io leggo Alan Ford) (Io leggo TNT) (Alan Ford)                                                                                           |
| 51  | Settembre 1973 | Il ritorno di Superciuk                      | Magnus            | Giovanni Romanini  |           |                             | |
| 52  | Ottobre 1973   | Il grande colpo di Superciuk                 | Magnus            | Giovanni Romanini  |           |                             | |
| 53  | Novembre 1973  | Arsenico Lupon, assai galante e molto ladron | Magnus            | Paolo Chiarini     |           |                             | |
| 54  | Dicembre 1973  | L'inghippo di Bu-Bu                          | Magnus            | Giovanni Romanini  |           |                             | |
| 55  | Gennaio 1974   | Una trappola per il gruppo TNT               | Magnus            | Giovanni Romanini  |           |                             | |
| 56  | Febbraio 1974  | Vuoi venire in crociera con me?              | Magnus            | Paolo Chiarini     |           |                             | |
| 57  | Marzo 1974     | Salvateci per piacere, grazie                | Magnus            | Paolo Chiarini     |           |                             | |
| 58  | Aprile 1974    | Un tuffo nel vuoto                           | Magnus            | Giovanni Romanini  |           | manifesto* e adesivo**      | *(Alan Ford) **(Alan Ford) |
| 59  | Maggio 1974    | Intrigo a Monte Calvo                        | Magnus            | Paolo Chiarini     |           |                             | |
| 60  | Giugno 1974    | Golpe                                        | Magnus            | Paolo Chiarini     |           |                             | |
| 61  | Luglio 1974    | La testa di coccodrillo                      | Magnus            | Paolo Chiarini     |           |                             | |
| 62  | Agosto 1974    | I tre Rock                                   | Magnus            | Paolo Chiarini     |           |                             | |
| 63  | Settembre 1974 | Idem-Idem                                    | Magnus            | Giovanni Romanini  |           |                             | |
| 64  | Ottobre 1974   | Il trio Fantasticus                          | Magnus            | Paolo Chiarini     |           |                             | |
| 65  | Novembre 1974  | Un tiro mancino                              | Magnus            | Luigi Corteggi     |           |                             | |
| 66  | Dicembre 1974  | Una losca vicenda                            | Magnus            | Paolo Chiarini     |           | adesivo*                    | *(Bob Rock: Bob in azione) |
| 67  | Gennaio 1975   | Quando necessità impone                      | Magnus            | Paolo Piffarerio   |           |                             | |
| 68  | Febbraio 1975  | Un illecito sportivo                         | Magnus            | Paolo Chiarini     |           |                             | |
| 69  | Marzo 1975     | Un'idea a sorpresa                           | Magnus            | Enrico Fanti       |           |                             | |
| 70  | Aprile 1975    | Girotondo con Rapiner                        | Magnus            | Paolo Chiarini     |           |                             | |
| 71  | Maggio 1975    | In Transilvania c'è un castello che…         | Magnus            | Luigi Corteggi     |           |                             | |
| 72  | Giugno 1975    | Natale col vampiro                           | Magnus            | Paolo Piffarerio   |           | adesivo*                    | *(Cirano: Cirano shopping) |
| 73  | Luglio 1975    | Il dottor Cancer                             | Magnus            | Enrico Fanti       |           |                             | |
| 74  | Agosto 1975    | Superciuk colpisce ancora                    | Magnus            | Paolo Piffarerio   |           |                             | |
| 75  | Settembre 1975 | Cala la tela per Superciuk                   | Magnus            | Enrico Fanti       |           |                             | |
| 76  | Ottobre 1975   | Mi ricordo che…                              | Paolo Piffarerio  | Luigi Corteggi     |           | adesivi*                    | *(Bob Rock, Cirano e Cariatide: Daniel è un super-fumetto) (Alan Ford: il whisky è la mia rovina)                                                       |
| 77  | Novembre 1975  | Succursale inaugurasi                        | Paolo Piffarerio  | Paolo Chiarini     |           | adesivi*                    | *(Numero 1) (Numero 1: Max Bunker è mio amico) |
| 78  | Dicembre 1975  | Una missiva importante                       | Paolo Piffarerio  | Paolo Chiarini     |           |                             | |
| 79  | Gennaio 1976   | Natale al corso                              | Paolo Piffarerio  | Giovanni Romanini  |           |                             | |
| 80  | Febbraio 1976  | Niagara                                      | Paolo Piffarerio  | Paolo Chiarini     |           |                             | |
| 81  | Marzo 1976     | L'evasione di Arsenico Lupon                 | Paolo Piffarerio  | Paolo Chiarini     |           | adesivi*                    | *(Numero 1 e Cariatide: quaderno di…) (Alan Ford e Bob Rock: quaderno di…) (Numero 1: libro di…)                                                        |
| 82  | Aprile 1976    | Un viaggio a razzo                           | Paolo Piffarerio  | Giovanni Romanini  |           |                             | |
| 83  | Maggio 1976    | Giallissimo                                  | Paolo Piffarerio  | Paolo Chiarini     |           |                             | Contiene le origini del Conte Oliver. |
| 84  | Giugno 1976    | Il sergente Gruber                           | Paolo Piffarerio  | Giovanni Romanini  |           |                             | |
| 85  | Luglio 1976    | Alta finanza                                 | Paolo Piffarerio  | Paolo Chiarini     |           |                             | |
| 86  | Agosto 1976    | Polo freddo                                  | Paolo Piffarerio  | Giovanni Romanini  |           |                             | |
| 87  | Settembre 1976 | Super Super Superciuk                        | Paolo Piffarerio  | Paolo Chiarini     |           |                             | |
| 88  | Ottobre 1976   | Beppa Giosef alla riscossa                   | Paolo Piffarerio  | Paolo Chiarini     |           | Agenda scolastica 1976-1977 | |
| 89  | Novembre 1976  | Il benefattore                               | Paolo Piffarerio  | Giovanni Romanini  |           |                             | |
| 90  | Dicembre 1976  | Il botto delle dodici e quindici             | Paolo Piffarerio  | Giovanni Romanini  |           |                             | |
| 91  | Gennaio 1977   | Pop art                                      | Paolo Piffarerio  | Paolo Chiarini     |           |                             | |
| 92  | Febbraio 1977  | Il terribile Krack Fu                        | Paolo Piffarerio  | Giovanni Romanini  |           |                             | |
| 93  | Marzo 1977     | Riappare Baby Kate                           | Paolo Piffarerio  | Paolo Chiarini     |           | album*                      | *(Albo raccolta di figurine di Alan Ford e Gruppo TNT)                                                                                                  |
| 94  | Aprile 1977    | Il piromane                                  | Paolo Piffarerio  | Paolo Chiarini     |           |                             | |
| 95  | Maggio 1977    | Luna chiama Skylab                           | Paolo Piffarerio  | Giovanni Romanini  |           |                             | |
| 96  | Giugno 1977    | La minaccia dallo spazio                     | Paolo Piffarerio  | Paolo Chiarini     |           |                             | |
| 97  | Luglio 1977    | Il pugno proibito                            | Paolo Piffarerio  | Paolo Chiarini     |           |                             | |
| 98  | Agosto 1977    | Una ragazza chiamata Brenda                  | Paolo Piffarerio  | Giovanni Romanini  |           |                             | |
| 99  | Settembre 1977 | Broadway                                     | Paolo Piffarerio  | Paolo Chiarini     |           |                             | |
| 100 | Ottobre 1977   | Le colline nere del Sud Dakota               | Paolo Piffarerio  | Giovanni Romanini  |           |                             | a colori (coloritura: Priscilla Valnova) |
| 101 | Novembre 1977  | Funeral party                                | Paolo Piffarerio  | Giovanni Romanini  |           |                             | |
| 102 | Dicembre 1977  | La banda degli straccioni                    | Paolo Piffarerio  | Paolo Chiarini     |           |                             | |
| 103 | Gennaio 1978   | La statua della libertà è scomparsa          | Paolo Piffarerio  | Paolo Chiarini     |           |                             | |
| 104 | Febbraio 1978  | Scacco matto al Trio Fantasticus             | Paolo Piffarerio  | Giovanni Romanini  |           |                             | |
| 105 | Marzo 1978     | Il grande giorno di Marajah Blitz            | Paolo Piffarerio  | Paolo Chiarini     |           | adesivo*                    | *(Alan Ford e il Gruppo TNT: ritratto di famiglia) |
| 106 | Aprile 1978    | Do-Re-Mi                                     | Paolo Piffarerio  | Giovanni Romanini  |           | adesivi*                    | *(Superciuk) (Geremia: chiudilettera) (Bob Rock: chiudilettera)                                                                                         |
| 107 | Maggio 1978    | Safari alla rogna                            | Paolo Piffarerio  | Paolo Chiarini     |           | adesivi*                    | *(Conte Oliver e Clodoveo) (Margot: chiudilettera) (Cirano: chiudilettera)                                                                              |
| 108 | Giugno 1978    | Dai, dai samurai                             | Paolo Piffarerio  | Paolo Chiarini     |           | adesivi*                    | *(Clodoveo) (Grande Cesare: chiudilettera) (Tromb: chiudilettera) (Beppa Giosef: chiudilettera) (Lamp: chiudilettera)                                   |
| 109 | Luglio 1978    | La beffa di Clodoveo                         | Paolo Piffarerio  | Paolo Chiarini     |           |                             | |
| 110 | Agosto 1978    | Gommaflex                                    | Paolo Piffarerio  | Paolo Piffarerio   |           |                             | |
| 111 | Settembre 1978 | Mistero alla fattoria                        | Paolo Piffarerio  | Paolo Chiarini     |           |                             | |
| 112 | Ottobre 1978   | Ipnos                                        | Paolo Piffarerio  | Giovanni Romanini  |           |                             | |
| 113 | Novembre 1978  | La gamba de legn                             | Paolo Piffarerio  | Paolo Chiarini     |           |                             | |
| 114 | Dicembre 1978  | Prugna secca                                 | Giovanni Romanini | Giovanni Romanini  |           |                             | |
| 115 | Gennaio 1979   | Destinazione Chicago                         | Paolo Piffarerio  | Paolo Chiarini     |           |                             | |
| 116 | Febbraio 1979  | Ai bei tempi che furono                      | Paolo Piffarerio  | Giovanni Romanini  |           |                             | |
| 117 | Marzo 1979     | Superciuk vive ancora                        | Paolo Piffarerio  | Paolo Chiarini     |           |                             | |
| 118 | Aprile 1979    | Per un goccio di barbera in più              | Paolo Piffarerio  | Paolo Chiarini     |           | adesivi*                    | *(Numero 1 e Clodoveo) (Alan Ford) (Superciuk) |
| 119 | Maggio 1979    | Fauci                                        | Paolo Piffarerio  | Paolo Chiarini     |           | adesivi*                    | * 2(Superciuk) (Conte Oliver) |
| 120 | Giugno 1979    | Katodik                                      | Paolo Piffarerio  | Paolo Chiarini     |           |                             | |
| 121 | Luglio 1979    | Tarlomania                                   | Giovanni Romanini | Giovanni Romanini  |           |                             | |
| 122 | Agosto 1979    | Il giorno delle vendette                     | Paolo Piffarerio  | Paolo Chiarini     |           |                             | |
| 123 | Settembre 1979 | L'ombra di Katodik                           | Paolo Piffarerio  | Paolo Chiarini     |           |                             | |
| 124 | Ottobre 1979   | Un dì così                                   | Giovanni Romanini | Giovanni Romanini  |           |                             | |
| 125 | Novembre 1979  | Super razza maggiore                         | Paolo Piffarerio  | Paolo Chiarini     |           |                             | |
| 126 | Dicembre 1979  | El rapador                                   | Paolo Piffarerio  | Paolo Chiarini     |           |                             | |
| 127 | Gennaio 1980   | Frod uno, Frod due                           | Paolo Piffarerio  | Paolo Piffarerio   |           |                             | |
| 128 | Febbraio 1980  | Mexico olé                                   | Paolo Piffarerio  | Paolo Chiarini     |           |                             | |
| 129 | Marzo 1980     | Caramba                                      | Paolo Piffarerio  | Paolo Chiarini     |           | adesivi*                    | *(Cirano) (Alan Ford) (Numero 1) |
| 130 | Aprile 1980    | Ostix!                                       | Staff di If       | Staff di If        |           | adesivi*                    | *(Numero 1) (Grunf) (Ispettore Brock) *(Gommaflex) (Bob Rock) (Conte Oliver) In ogni albo era inserita una delle due serie.                             |
| 131 | Maggio 1980    | Luna Park                                    | Paolo Piffarerio  | Paolo Chiarini     |           |                             | |
| 132 | Giugno 1980    | Ipnos suite                                  | Piercarlo Macchi  | Piercarlo Macchi   |           |                             | |
| 133 | Luglio 1980    | Ritorna Gommaflex                            | Paolo Piffarerio  | Paolo Chiarini     |           |                             | |
| 134 | Agosto 1980    | La vendetta di Gommaflex                     | Paolo Piffarerio  | Paolo Chiarini     |           |                             | |
| 135 | Settembre 1980 | L'inafferrabile                              | Paolo Piffarerio  | Paolo Chiarini     |           |                             | |
| 136 | Ottobre 1980   | Qui si sanax                                 | Staff di If       | Staff di If        |           |                             | |
| 137 | Novembre 1980  | Kartoffeln                                   | Paolo Piffarerio  | Staff di If        |           |                             | |
| 138 | Dicembre 1980  | Bob a due                                    | Paolo Piffarerio  | Paolo Chiarini     |           |                             | |
| 139 | Gennaio 1981   | La prima notte dell'anno                     | Staff di If       | Staff di If        |           |                             | |
| 140 | Febbraio 1981  | L'eredità texana                             | Paolo Piffarerio  | Paolo Chiarini     |           |                             | |
| 141 | Marzo 1981     | Il genio della pubblicità                    | Paolo Piffarerio  | Staff di If        |           |                             | |
| 142 | Aprile 1981    | Il pescecane parlante                        | Paolo Piffarerio  | Paolo Chiarini     |           | adesivi*                    | *(Numero 1) (Conte Oliver e Xeres) (Geremia) |
| 143 | Maggio 1981    | Il nuovo Superciuk                           | Paolo Piffarerio  | Paolo Chiarini     |           | adesivi*                    | *(Numero 1 e Clodoveo) (Superciuk) (Clodoveo) |
| 144 | Giugno 1981    | La fiatata mortale                           | Paolo Piffarerio  | Paolo Chiarini     |           |                             | |
| 145 | Luglio 1981    | Il nemico pubblico numero uno                | Paolo Piffarerio  | Francesco Costanzo |           |                             | |
| 146 | Agosto 1981    | Rebus                                        | Paolo Piffarerio  | Francesco Costanzo |           |                             | |
| 147 | Settembre 1981 | Il mostro di Lockness                        | Paolo Piffarerio  | Paolo Chiarini     |           |                             | |
| 148 | Ottobre 1981   | Fifa all'ONU                                 | Paolo Piffarerio  | Paolo Chiarini     |           |                             | |
| 149 | Novembre 1981  | Wurdalak non molla, succhia                  | Paolo Piffarerio  | Attilio Ortolani   |           |                             | |
| 150 | Dicembre 1981  | Kriminalissimo                               | Paolo Piffarerio  | Paolo Chiarini     |           |                             | |
| 151 | Gennaio 1982   | Il due di picche                             | Paolo Piffarerio  | Paolo Chiarini     |           |                             | |
| 152 | Febbraio 1982  | La lampada magica                            | Paolo Piffarerio  | Studio Rosi        |           |                             | |
| 153 | Marzo 1982     | Il feticcio                                  | Paolo Piffarerio  | Paolo Chiarini     |           |                             | |
| 154 | Aprile 1982    | Roma-New York-Roma                           | Paolo Piffarerio  | Domenico Di Vitto  |           |                             | |
| 155 | Maggio 1982    | Melissa                                      | Paolo Piffarerio  | Paolo Chiarini     |           |                             | |
| 156 | Giugno 1982    | La melassa di Melissa                        | Paolo Piffarerio  | Paolo Chiarini     |           |                             | |
| 157 | Luglio 1982    | Caccia a Melissa                             | Paolo Piffarerio  | Paolo Chiarini     |           |                             | |
| 158 | Agosto 1982    | Il gobbo reale                               | Paolo Piffarerio  | Paolo Chiarini     |           |                             | |
| 159 | Settembre 1982 | Il segreto del gobbo                         | Paolo Piffarerio  | Paolo Chiarini     |           |                             | |
| 160 | Ottobre 1982   | Il gioco della verità                        | Paolo Piffarerio  | Staff di If        |           |                             | |
| 161 | Novembre 1982  | Renato Uno come te non c'è nessuno           | Paolo Piffarerio  | Paolo Chiarini     |           |                             | |
| 162 | Dicembre 1982  | Sketches                                     | Paolo Piffarerio  | Domenico Di Vitto  |           |                             | |

## Alan Ford (1983-2012 - Max Bunker Press)
| N°      | Data                    | Titolo                                                  | Matite                | Chine                                       | Copertina | Allegato   | Note |
| ------- | ----------------------- | ------------------------------------------------------- | --------------------- | ------------------------------------------- | --------- | ---------- | --- |
| 163     | Gennaio 1983            | Un ritorno impossibile (quasi)                          | Paolo Piffarerio      | Paolo Chiarini                              |           | quadro*    | *(Il Numero Uno e Clodoveo) |
| 164     | Febbraio 1983           | La vendetta del Cospiratore                             | Paolo Piffarerio      | Paolo Chiarini                              |           | quadro*    | *(Alan Ford) |
| 165     | Marzo 1983              | Ospedale San Demente                                    | Paolo Piffarerio      | Edoardo Morricone                           |           |            | |
| 166     | Aprile 1983             | Loggia P38                                              | Paolo Piffarerio      | Paolo Chiarini                              |           |            | |
| 167     | Maggio 1983             | Losche trame                                            | Paolo Piffarerio      | Raffaele Della Monica                       |           |            | |
| 168     | Giugno 1983             | Portubell                                               | Edoardo Morricone     | Edoardo Morricone                           |           |            | |
| 169     | Luglio 1983             | A.P.S. (Assistenza Pronta Subito)                       | Paolo Piffarerio      | Paolo Chiarini                              |           |            | |
| 170     | Agosto 1983             | L'imprevedibile                                         | Paolo Piffarerio      | Paolo Chiarini                              |           |            | |
| 171     | Settembre 1983          | Superciukissimo                                         | Raffaele Della Monica | Raffaele Della Monica                       |           |            | |
| 172     | Ottobre 1983            | Kron                                                    | Paolo Piffarerio      | Raffaele Della Monica                       |           |            | |
| 173     | Novembre 1983           | L'uomo computer                                         | Paolo Piffarerio      | Raffaele Della Monica                       |           |            | |
| 174     | Dicembre 1983           | Bellegambe Betty                                        | Raffaele Della Monica | Raffaele Della Monica                       |           |            | |
| 175     | Gennaio 1984            | L'abbuffata di Natale                                   | Paolo Chiarini        | Paolo Chiarini                              |           |            | |
| 176     | Febbraio 1984           | Festival                                                | Paolo Piffarerio      | Paolo Chiarini                              |           |            | |
| 177     | Marzo 1984              | L'uomo venuto dal Texas                                 | Raffaele Della Monica | Raffaele Della Monica                       |           |            | |
| 178     | Aprile 1984             | Che fine ha fatto Puzzone Massey?                       | Paolo Chiarini        | Paolo Chiarini                              |           |            | |
| 179     | Maggio 1984             | Una rosa per Bob                                        | Raffaele Della Monica | Raffaele Della Monica                       |           |            | |
| 180     | Giugno 1984             | La fiamma di Olimpia                                    | Giuliano Piccininno   | Giuliano Piccininno                         |           |            | |
| 181     | Luglio 1984             | Olimpiadi gialle                                        | Paolo Chiarini        | Raffaele Della Monica e Giuliano Piccininno |           |            | |
| 182     | Agosto 1984             | T.I.R. (Truffe-Imbrogli-Raggiri)                        | Raffaele Della Monica | Raffaele Della Monica                       |           |            | |
| 183     | Settembre 1984          | Aerobic dance                                           | Giuliano Piccininno   | Giuliano Piccininno                         |           |            | |
| 184     | Ottobre 1984            | Il Numero Uno è morto!                                  | Raffaele Della Monica | Raffaele Della Monica                       |           |            | |
| 185     | Novembre 1984           | Nella memoria del caro estinto                          | Giuliano Piccininno   | Giuliano Piccininno                         |           |            | |
| 186     | Dicembre 1984           | Triplo gioco                                            | Raffaele Della Monica | Raffaele Della Monica                       |           |            | |
| 187     | Gennaio 1985            | Asta diabolica                                          | Giuliano Piccininno   | Giuliano Piccininno                         |           |            | |
| 188     | Febbraio 1985           | L'ombra di colui che fu                                 | Raffaele Della Monica | Raffaele Della Monica                       |           |            | |
| 189     | Marzo 1985              | Trombisti di tutto il mondo unitevi!                    | Raffaele Della Monica | Raffaele Della Monica                       |           |            | |
| 190     | Aprile 1985             | Il testamento del Numero Uno                            | Giuliano Piccininno   | Giuliano Piccininno                         |           |            | |
| 191     | Maggio 1985             | Faccia da sbirro                                        | Raffaele Della Monica | Raffaele Della Monica                       |           |            | |
| 192     | Giugno 1985             | Bob, il caso pancotto è tuo!                            | Raffaele Della Monica | Raffaele Della Monica                       |           |            | |
| 193     | Luglio 1985             | La trama del complotto                                  | Giuliano Piccininno   | Giuliano Piccininno                         |           |            | |
| 194     | Agosto 1985             | Bakara!                                                 | Raffaele Della Monica | Raffaele Della Monica                       |           |            | |
| 195     | Settembre 1985          | L'ibernato                                              | Raffaele Della Monica | Raffaele Della Monica                       |           |            | Formato diverso per errore di stampa.                                                                                          |
| 196     | Ottobre 1985            | L'affare si complica                                    | Giuliano Piccininno   | Giuliano Piccininno                         |           |            | |
| 197     | Novembre 1985           | Scommettiamo?                                           | Giuliano Piccininno   | Giuliano Piccininno                         |           |            | |
| 198     | Dicembre 1985           | Un colpo al cuore                                       | Giuliano Piccininno   | Giuliano Piccininno                         |           |            | |
| 199     | Gennaio 1986            | La tomba violata                                        | Giuliano Piccininno   | Giuliano Piccininno                         |           |            | |
| 200     | Febbraio 1986           | Hic… Hic… Hurrà!                                        | Magnus                | Magnus                                      |           |            | |
| 201     | Marzo 1986              | Zanzaricerca                                            | Giuliano Piccininno   | Giuliano Piccininno                         |           |            | |
| 202     | Aprile 1986             | Il trio della mutua                                     | Dario Perucca         | Dario Perucca                               |           |            | |
| 203     | Maggio 1986             | Il pirata nero                                          | Giuliano Piccininno   | Giuliano Piccininno                         |           |            | |
| 204     | Giugno 1986             | Pan 2000                                                | Dario Perucca         | Dario Perucca                               |           |            | |
| 205     | Luglio 1986             | Già già giap                                            | Enrico Folli          | Enrico Folli                                |           |            | |
| 206     | Agosto 1986             | Cuccate il paninaro                                     | Giuliano Piccininno   | Giuliano Piccininno                         |           |            | |
| 207     | Settembre 1986          | La copa de oro                                          | Dario Perucca         | Dario Perucca                               |           |            | |
| 208     | Ottobre 1986            | Il vampiro radioattivo                                  | Enrico Folli          | Enrico Folli                                |           |            | |
| 209     | Novembre 1986           | Un po' di pazienza                                      | Dario Perucca         | Dario Perucca                               |           |            | |
| 210     | Dicembre 1986           | Vendetta a scacchi                                      | Giuliano Piccininno   | Giuliano Piccininno                         |           |            | |
| 211     | Gennaio 1987            | Terrorism                                               | Dario Perucca         | Dario Perucca                               |           |            | |
| 212     | Febbraio 1987           | L'idolo maledetto                                       | Dario Perucca         | Dario Perucca                               |           |            | |
| 213     | Marzo 1987              | Uccidete il critico                                     | Enrico Folli          | Dario Perucca                               |           |            | |
| 214     | Aprile 1987             | Il conte nei guai                                       | Dario Perucca         | Dario Perucca                               |           |            | |
| 215     | Maggio 1987             | Un mancino sinistro                                     | Marco Nizzoli         | Marco Nizzoli                               |           |            | |
| 216     | Giugno 1987             | Una bella macchina rossa                                | Massimo Airaghi       | Massimo Airaghi                             |           |            | |
| 217     | Luglio 1987             | Prudy, Prudy                                            | Dario Perucca         | Dario Perucca                               |           |            | |
| 218     | Agosto 1987             | Fantasmagoria                                           | Marco Nizzoli         | Marco Nizzoli                               |           |            | |
| 219     | Settembre 1987          | Lenti da sole (non accompagnate)                        | Dario Perucca         | Dario Perucca                               |           |            | |
| 220     | Ottobre 1987            | Cuori solitari                                          | Dario Perucca         | Dario Perucca                               |           | adesivi*   | *(Bob Rock) (Numero 1 e Bob Rock)                                                                                              |
| 221     | Novembre 1987           | Topi d'albergo                                          | Enrico Folli          | Enrico Folli                                |           |            | |
| 222     | Dicembre 1987           | A.V.E. (Assicurazione Vita Eterna)                      | Marco Nizzoli         | Marco Nizzoli                               |           |            | |
| 223     | Gennaio 1988            | Soft killing                                            | Dario Perucca         | Dario Perucca                               |           |            | |
| 224     | Febbraio 1988           | Il bambino prodigio                                     | Marco Nizzoli         | Marco Nizzoli                               |           |            | |
| 225     | Marzo 1988              | Arriba Superciuk                                        | Dario Perucca         | Dario Perucca                               |           |            | |
| 226     | Aprile 1988             | Finale a sorprese                                       | Dario Perucca         | Dario Perucca                               |           | adesivi*   | * 2(I "love" Alan Ford) 2(Superciuk: io sono Superciuk!)                                                                       |
| 227     | Maggio 1988             | Come ti muovi t'accoppio                                | Dario Perucca         | Dario Perucca                               |           |            | |
| 228     | Giugno 1988             | Il codice graffiti                                      | Marco Nizzoli         | Marco Nizzoli                               |           |            | |
| 229     | Luglio 1988             | Bordighera o morte!                                     | Dario Perucca         | Dario Perucca                               |           |            | |
| 230     | Agosto 1988             | La banda dei 4                                          | Marco Nizzoli         | Marco Nizzoli                               |           |            | |
| 231     | Settembre 1988          | Zoo follies                                             | Dario Perucca         | Dario Perucca                               |           |            | |
| 232     | Ottobre 1988            | Perestrojka                                             | Marco Nizzoli         | Marco Nizzoli                               |           |            | |
| 233     | Novembre 1988           | Spazzino Superciuk a rapporto                           | Dario Perucca         | Dario Perucca                               |           |            | |
| 234     | Dicembre 1988           | Natale coi fiocchi                                      | Dario Perucca         | Dario Perucca                               |           |            | |
| 235     | Gennaio 1989            | Il prigioniero della torre                              | Marco Nizzoli         | Marco Nizzoli                               |           |            | |
| 236     | Febbraio 1989           | Vu' cumprà?                                             | Dario Perucca         | Dario Perucca                               |           |            | |
| 237     | Marzo 1989              | La stirpe dei mangia                                    | Marco Nizzoli         | Marco Nizzoli                               |           |            | |
| 238     | Aprile 1989             | Il documento maledetto                                  | Dario Perucca         | Dario Perucca                               |           |            | |
| 239     | Maggio 1989             | Missione suicida                                        | Dario Perucca         | Dario Perucca                               |           |            | |
| 240     | Giugno 1989             | Tradimento                                              | Dario Perucca         | Dario Perucca                               |           |            | |
| 241     | Luglio 1989             | Il naufragio della Daisy Lou                            | Dario Perucca         | Dario Perucca                               |           |            | |
| 242     | Agosto 1989             | Mistero un pochino svelato                              | Gianni Tacconella     | Gianni Tacconella                           |           |            | |
| 243     | Settembre 1989          | L'uomo di Londra                                        | Dario Perucca         | Dario Perucca                               |           |            | |
| 244     | Ottobre 1989            | La bella di Rio                                         | Dario Perucca         | Dario Perucca                               |           |            | |
| 245     | Novembre 1989           | All'ombra della ghigliottina                            | Gianni Tacconella     | Gianni Tacconella                           |           |            | |
| 246     | Dicembre 1989           | Terremoto                                               | Dario Perucca         | Dario Perucca                               |           |            | |
| 247     | Gennaio 1990            | Skate board boys                                        | Dario Perucca         | Dario Perucca                               |           |            | |
| 248     | Febbraio 1990           | L'ultima lotta?                                         | Gianni Tacconella     | Gianni Tacconella                           |           |            | |
| 249     | Marzo 1990              | Stretta finale                                          | Dario Perucca         | Dario Perucca                               |           |            | |
| 250     | Aprile 1990             | Il padrinino                                            | Dario Perucca         | Dario Perucca                               |           |            | |
| 251     | Maggio 1990             | Finalissima al cianuro                                  |                       |                                             |           |            | |
| 252     | Giugno 1990             | Una trappola firmata 3 esse                             |                       |                                             |           |            | |
| 253     | Luglio 1990             | Anten-Man                                               |                       |                                             |           | adesivi*   | * 2(Anten-man) |
| 254     | Agosto 1990             | Catturate Anten-Man!                                    |                       |                                             |           |            | |
| 255     | Settembre 1990          | Ritorno all'ovile                                       |                       |                                             |           |            | |
| 256     | Ottobre 1990            | Elvis '90                                               |                       |                                             |           |            | |
| 257     | Novembre 1990           | Operazione recupero                                     |                       |                                             |           |            | |
| 258     | Dicembre 1990           | Una sottile vendetta                                    |                       |                                             |           |            | |
| 259     | Gennaio 1991            | Pazzie dell'anno                                        |                       |                                             |           |            | |
| 260     | Febbraio 1991           | Cercate Tobia Quantrill                                 |                       |                                             |           |            | |
| 261     | Marzo 1991              | Veget-scout                                             |                       |                                             |           |            | |
| 262     | Aprile 1991             | Una tomba per Bob                                       |                       |                                             |           |            | |
| 263     | Maggio 1991             | Zippel                                                  |                       |                                             |           |            | |
| 264     | Giugno 1991             | L'insultatore pubblico n° 1                             |                       |                                             |           |            | |
| 265     | Luglio 1991             | Ritorna Anten-Man!                                      |                       |                                             |           |            | |
| 266     | Agosto 1991             | Doppio Anten-Man!                                       |                       |                                             |           |            | |
| 267     | Settembre 1991          | Bum factory                                             |                       |                                             |           |            | |
| 268     | Ottobre 1991            | Desert blitz                                            |                       |                                             |           |            | |
| 269     | Novembre 1991           | La mummia vivente                                       |                       |                                             |           |            | |
| 270     | Dicembre 1991           | Mister Christmas                                        |                       |                                             |           |            | |
| 271     | Gennaio 1992            | Turluk il grande muto                                   |                       |                                             |           |            | |
| 272     | Febbraio 1992           | El verdissimo                                           |                       |                                             |           |            | |
| 273     | Marzo 1992              | Non fare lo stupìdo                                     |                       |                                             |           |            | |
| 274     | Aprile 1992             | Brasilera rumba Ja-Jai                                  |                       |                                             |           |            | |
| 275     | Maggio 1992             | Rapiti in cielo                                         |                       |                                             |           |            | |
| 276     | Giugno 1992             | Un giorno da leone                                      |                       |                                             |           |            | |
| 277     | Luglio 1992             | Anten-Boy                                               |                       |                                             |           |            | |
| 278     | Agosto 1992             | Audience o morte                                        |                       |                                             |           | cartolina* | *(Alan Ford, Bob Rock, Numero 1, Conte Oliver e Clodoveo: saluti da Alan Ford)                                                 |
| 279     | Settembre 1992          | Tele X                                                  |                       |                                             |           |            | |
| 280     | Ottobre 1992            | Operazione Pochita                                      |                       |                                             |           |            | |
| 281     | Novembre 1992           | Non sparate, m'arrendo!                                 |                       |                                             |           |            | |
| 282     | Dicembre 1992           | Ariveduorci, adìo                                       |                       |                                             |           | cartolina* | *(Alan Ford, Bob Rock, Numero 1, Conte Oliver e Clodoveo: auguri da Alan Ford)                                                 |
| 283     | Gennaio 1993            | Arakno                                                  |                       |                                             |           |            | |
| 284     | Febbraio 1993           | Tobia non ci sta                                        |                       |                                             |           |            | |
| 285     | Marzo 1993              | Sinfonia di primavera                                   |                       |                                             |           |            | |
| 286     | Aprile 1993             | Chi non fu ma è                                         |                       |                                             |           |            | |
| 287     | Maggio 1993             | S.O.S. Pochita                                          |                       |                                             |           |            | |
| 288     | Giugno 1993             | I 4 ossi                                                |                       |                                             |           |            | |
| 289     | Luglio 1993             | Gna gna gno                                             |                       |                                             |           |            | |
| 290     | Agosto 1993             | Se la va, la va                                         |                       |                                             |           |            | |
| 291     | Settembre 1993          | Superciuk è tornato tra noi                             |                       |                                             |           |            | |
| 292     | Ottobre 1993            | Il partito degli sbevazzoni                             |                       |                                             |           |            | |
| 293     | Novembre 1993           | I conti tornano                                         |                       |                                             |           |            | |
| 294     | Dicembre 1993           | Un caso di coscienza                                    |                       |                                             |           |            | |
| 295     | Gennaio 1994            | Riscatto per due                                        |                       |                                             |           |            | |
| 296     | Febbraio 1994           | Una faccenda curiosa                                    |                       |                                             |           |            | |
| 297     | Marzo 1994              | La rueda del dinero                                     |                       |                                             |           |            | |
| 298     | Aprile 1994             | Basket!                                                 |                       |                                             |           |            | |
| 299     | Maggio 1994             | Una giornata nera                                       |                       |                                             |           |            | |
| 300     | Giugno 1994             | Un invito invitante                                     |                       |                                             |           | adesivi*   | *(Alan Ford) (Numero 1) |
| 301     | Luglio 1994             | La clinica dalla morte facile                           |                       |                                             |           |            | |
| 302     | Agosto 1994             | Una vacanza sofferta                                    |                       |                                             |           |            | |
| 303     | Settembre 1994          | Il segreto di Morgana                                   |                       |                                             |           |            | |
| 304     | Ottobre 1994            | La banda di testa quadrata                              |                       |                                             |           |            | |
| 305     | Novembre 1994           | Wurdalak rock band                                      |                       |                                             |           |            | |
| 306     | Dicembre 1994           | Magro Natale                                            |                       |                                             |           |            | |
| 307     | Gennaio 1995            | Il tesoro del pendolino                                 |                       |                                             |           |            | |
| 308     | Febbraio 1995           | Scherzi del tubo                                        |                       |                                             |           |            | |
| 309     | Marzo 1995              | Baseball                                                |                       |                                             |           |            | |
| 310     | Aprile 1995             | Cercasi Giovanna ma con calma                           |                       |                                             |           |            | |
| 311     | Maggio 1995             | Anten-Girl                                              |                       |                                             |           |            | |
| 312     | Giugno 1995             | Puff!                                                   |                       |                                             |           |            | |
| 313     | Luglio 1995             | Furto al museo                                          |                       |                                             |           |            | |
| 314     | Agosto 1995             | Colpo gobbo                                             |                       |                                             |           |            | |
| 315     | Settembre 1995          | Il prigioniero di Morgana                               |                       |                                             |           |            | |
| 316     | Ottobre 1995            | Superciuk alla riscossa                                 |                       |                                             |           |            | |
| 317     | Novembre 1995           | Vendetta in fumo                                        |                       |                                             |           |            | |
| 318     | Dicembre 1995           | Spirito (non alcol) natalizio                           |                       |                                             |           |            | |
| 319     | Gennaio 1996            | Il miracolo                                             |                       |                                             |           | albo*      | *(Alan Ford Spin off - Bob Rock n. 0)                                                                                          |
| 320     | Febbraio 1996           | Burlesque                                               |                       |                                             |           |            | |
| 321     | Marzo 1996              | The Mauritz Trippazza show                              |                       |                                             |           |            | |
| 322     | Aprile 1996             | Un telefono per amico                                   |                       |                                             |           |            | |
| 323     | Maggio 1996             | Parabolik man                                           |                       |                                             |           |            | |
| 324     | Giugno 1996             | Tempo irreale                                           |                       |                                             |           |            | |
| 325     | Luglio 1996             | Il gobbo ci riprova                                     |                       |                                             |           |            | |
| 326     | Agosto 1996             | Uovo a sorpresa                                         |                       |                                             |           |            | |
| 327     | Settembre 1996          | Il ritorno di Arakno                                    |                       |                                             |           |            | |
| 328     | Ottobre 1996            | Nuvole                                                  |                       |                                             |           |            | |
| 329     | Novembre 1996           | Il pentito                                              |                       |                                             |           |            | |
| 330     | Dicembre 1996           | Natale al solleone                                      |                       |                                             |           |            | |
| 331     | Gennaio 1997            | Gna Gna Gno 2: la vendetta                              |                       |                                             |           |            | |
| 332     | Febbraio 1997           | Briciole                                                |                       |                                             |           |            | |
| 333     | Marzo 1997              | Due cuori e una capanna                                 |                       |                                             |           |            | |
| 334     | Aprile 1997             | E.B.                                                    |                       |                                             |           |            | |
| 335     | Maggio 1997             | Se avessi un milione                                    |                       |                                             |           |            | |
| 336     | Giugno 1997             | Soap opera                                              |                       |                                             |           |            | |
| 337     | Luglio 1997             | Sinceramente vostro Burlesque                           |                       |                                             |           |            | |
| 338     | Agosto 1997             | Volo USAF 317                                           |                       |                                             |           |            | |
| 339     | Settembre 1997          | Il grande Panzarotti                                    |                       |                                             |           |            | |
| 340     | Ottobre 1997            | Handicap                                                |                       |                                             |           |            | |
| 341     | Novembre 1997           | Votate Tromb e sarete trombati                          |                       |                                             |           |            | |
| 342     | Dicembre 1997           | La rapina di Natale                                     |                       |                                             |           |            | |
| 343     | Gennaio 1998            | 31 dicembre 2097                                        |                       |                                             |           |            | |
| 344     | Febbraio 1998           | Gratta e scappa                                         |                       |                                             |           |            | |
| 345     | Marzo 1998              | L'eredità Rock                                          |                       |                                             |           |            | ristampa Alan Ford Spin off nn. 1/4 (febbraio/maggio 1996)                                                                     |
| 346     | Aprile 1998             | www.Trippazza.trip                                      |                       |                                             |           |            | |
| 347     | Maggio 1998             | Preso in castagna!                                      |                       |                                             |           |            | |
| 348     | Giugno 1998             | Supermarket                                             |                       |                                             |           |            | |
| 349     | Luglio 1998             | Viaggi OK! Tutto compreso!                              |                       |                                             |           |            | ristampa Alan Ford Special n. 1 (giugno 1992) - copertina diversa                                                              |
| 350     | Agosto 1998             | Oh-oh-Strabalda                                         |                       |                                             |           |            | albo doppio: contiene Alan Ford n. 50 (agosto 1973)                                                                            |
| 351     | Settembre 1998          | Lollipop                                                |                       |                                             |           |            | |
| 352     | Ottobre 1998            | Paga 2 e uccidi 3                                       |                       |                                             |           |            | |
| 353     | Novembre 1998           | Striscia l'immondizia                                   |                       |                                             |           |            | |
| 354     | Dicembre 1998           | Lo spirito di Natale                                    |                       |                                             |           |            | ristampa Alan Ford Special n. 2 (dicembre 1992) - copertina diversa                                                            |
| 355     | Gennaio 1999            | Vorrei tanto ma posso poco                              |                       |                                             |           |            | |
| 356     | Febbraio 1999           | Canzoni da orbi                                         |                       |                                             |           |            | |
| 357     | Marzo 1999              | Zucca illuminata                                        |                       |                                             |           |            | |
| 358     | Aprile 1999             | Lo spettro di Canterville                               |                       |                                             |           |            | |
| 359     | Maggio 1999             | Numeri                                                  |                       |                                             |           |            | albo doppio: contiene Alan Ford n. 1 (maggio 1969)                                                                             |
| 360     | Giugno 1999             | L'uomo invisibile                                       |                       |                                             |           |            | |
| 361     | Luglio 1999             | Crociera au pair                                        |                       |                                             |           |            | ristampa Alan Ford Special n. 3 (luglio 1993) - copertina diversa                                                              |
| 362     | Agosto 1999             | Banderas Carreras / Un fatto intrigante                 |                       |                                             |           |            | albo doppio |
| 363     | Settembre 1999          | Riccardo III                                            |                       |                                             |           |            | |
| 364     | Ottobre 1999            | 7 chili in 7 ore                                        |                       |                                             |           |            | |
| 365     | Novembre 1999           | Frick                                                   |                       |                                             |           |            | |
| 366     | Dicembre 1999           | Lo sciacallo                                            |                       |                                             |           |            | |
| 367     | Gennaio 2000            | L'alba del nuovo millennio                              |                       |                                             |           |            | |
| 368     | Febbraio 2000           | Target zero                                             |                       |                                             |           |            | |
| 369     | Marzo 2000              | Amleto                                                  |                       |                                             |           |            | |
| 370     | Aprile 2000             | Due camere più cucina                                   |                       |                                             |           |            | |
| 371     | Maggio 2000             | L'indiziato                                             |                       |                                             |           |            | albo doppio: contiene Alan Ford n. 150 (dicembre 1981)                                                                         |
| 372     | Giugno 2000             | Killer affittasi                                        |                       |                                             |           |            | |
| 373     | Luglio 2000             | Hollywood, wow! / La notte delle stelle                 |                       |                                             |           |            | albo doppio |
| 374     | Agosto 2000             | Minga e Manga / Sayonara                                |                       |                                             |           |            | albo doppio |
| 375     | Settembre 2000          | Berto e Berta alla riscossa                             |                       |                                             |           |            | |
| 376     | Ottobre 2000            | L'anima gemella                                         |                       |                                             |           |            | |
| 377     | Novembre 2000           | O' core mio!                                            |                       |                                             |           |            | |
| 378     | Dicembre 2000           | Hackers                                                 |                       |                                             |           |            | |
| 379     | Gennaio 2001            | Week-end                                                |                       |                                             |           |            | |
| 380     | Febbraio 2001           | Slalom                                                  |                       |                                             |           |            | |
| 381     | Marzo 2001              | Gelato gusto branzino                                   |                       |                                             |           |            | |
| 382     | Aprile 2001             | TNT: la nascita                                         |                       |                                             |           |            | |
| 383     | Maggio 2001             | Dimensione "XL"                                         |                       |                                             |           |            | albo doppio: contiene Alan Ford n. 99 (settembre 1977)                                                                         |
| 384     | Giugno 2001             | Il presidente è impazzito                               |                       |                                             |           |            | |
| 385     | Luglio 2001             | Mi gioco tutto alla roulette                            |                       |                                             |           |            | |
| 386     | Agosto 2001             | The Burlesque TV show / Spot                            |                       |                                             |           |            | albo doppio |
| 387     | Settembre 2001          | Storie d'altri tempi                                    |                       |                                             |           |            | albo doppio |
| 388     | Ottobre 2001            | Ritorno alla dimensione XL                              |                       |                                             |           |            | |
| 389     | Novembre 2001           | La bomba F.d.M.                                         |                       |                                             |           |            | |
| 390     | Dicembre 2001           | Neve, nave, nove                                        |                       |                                             |           |            | |
| 391     | Gennaio 2002            | Cogito ergo sum                                         |                       |                                             |           |            | |
| 392     | Febbraio 2002           | Dite la vostra                                          |                       |                                             |           |            | |
| 393     | Marzo 2002              | Io morto, tu morto, egli morto                          |                       |                                             |           |            | |
| 394     | Aprile 2002             | Bingo!                                                  |                       |                                             |           |            | |
| 395     | Maggio 2002             | Omicidi a estrazione                                    |                       |                                             |           |            | |
| 396     | Giugno 2002             | Il nuovo Anten-Man                                      |                       |                                             |           |            | |
| 397     | Luglio 2002             | Oh mio Dio                                              |                       |                                             |           |            | |
| 398     | Agosto 2002             | Fate l'amore con…                                       |                       |                                             |           |            | |
| 399     | Settembre 2002          | Tempi andati                                            |                       |                                             |           |            | |
| 400     | Ottobre 2002            | Festa al castello                                       |                       |                                             |           |            | albo doppio: contiene Alan Ford n. 200 (febbraio 1986)                                                                         |
| 401     | Novembre 2002           | La ganga del voyeur                                     |                       |                                             |           |            | |
| 402     | Dicembre 2002           | Scherzo di Natale                                       |                       |                                             |           |            | |
| 403     | Gennaio 2003            | La vedova dall'oltretomba                               |                       |                                             |           |            | |
| 404     | Febbraio 2003           | Enrika colpisce ancora                                  |                       |                                             |           |            | |
| 405     | Marzo 2003              | ?                                                       |                       |                                             |           |            | |
| 406     | Aprile 2003             | L'anello di Insciallà                                   |                       |                                             |           |            | |
| 407     | Maggio 2003             | L'ultimo film di Bill Mikowsky                          |                       |                                             |           |            | albo doppio: contiene Kriminal n. 93 (6 aprile 1967)                                                                           |
| 408     | Giugno 2003             | Il mio nome è Font, Alex Font                           |                       |                                             |           |            | |
| 409     | Luglio 2003             | La morte invita…                                        |                       |                                             |           |            | |
| 410     | Agosto 2003             | Agenzia viaggi Shirley                                  |                       |                                             |           |            | |
| 411     | Settembre 2003          | Il redentore                                            |                       |                                             |           |            | |
| 412     | Ottobre 2003            | Fiction                                                 |                       |                                             |           |            | |
| 413     | Novembre 2003           | Lo staff ad hoc                                         |                       |                                             |           |            | |
| 414     | Dicembre 2003           | Bon-Bon                                                 |                       |                                             |           |            | |
| 415     | Gennaio 2004            | Ars, artis                                              |                       |                                             |           |            | |
| 416     | Febbraio 2004           | Il miagolio della tigre                                 |                       |                                             |           |            | |
| 417     | Marzo 2004              | Il mistero dei tre ???                                  |                       |                                             |           | Tagliando  | 2 copertine - alla seconda versione è abbinato "Le Storie del Numero 1"                                                        |
| 418     | Aprile 2004             | Grandine                                                |                       |                                             |           | Tagliando  | 2 copertine - alla seconda versione è abbinato "Riccardo Finzi n. 15"                                                          |
| 419     | Maggio 2004             | L'assassino ha lasciato le sue impronte                 |                       |                                             |           |            | albo doppio: contiene Satanik n. 54 (1º febbraio 1967)                                                                         |
| 420     | Giugno 2004             | Ra-ta-ta-ta-ta                                          |                       |                                             |           |            | |
| 421     | Luglio 2004             | Alcatraz                                                |                       |                                             |           |            | albo doppio: contiene Dennis Cobb - Agente SS018 n. 1 (maggio 1965)                                                            |
| 422     | Agosto 2004             | Pirati, all'attaccooo!!!                                |                       |                                             |           |            | |
| 423     | Settembre 2004          | Tre minuti di celebrità                                 |                       |                                             |           |            | albo doppio: contiene Kriminal n. 80 (12 gennaio 1967)                                                                         |
| 424     | Ottobre 2004            | Pax vobis                                               |                       |                                             |           |            | |
| 425     | Novembre 2004           | La cavia                                                |                       |                                             |           | Tagliando  | 2 copertine - alla seconda versione è abbinato Kriminal n. 50                                                                  |
| 426     | Dicembre 2004           | Il gobbo di Notre Dame                                  |                       |                                             |           | Tagliando  | ristampa Alan Ford Special n. 15 (marzo 1997) - copertina diversa 2 copertine - alla seconda versione è abbinato Satanik n. 50 |
| 427     | Gennaio 2005            | La maledizione della luna verde mela                    |                       |                                             |           |            | |
| 428     | Febbraio 2005           | Il presagio                                             |                       |                                             |           |            | |
| 429     | Marzo 2005              | Un giorno nuovo                                         |                       |                                             |           |            | |
| 430     | Aprile 2005             | Un giallo da risolvere                                  |                       |                                             |           |            | |
| 431     | Maggio 2005             | Il mondo di Alan Font                                   |                       |                                             |           |            | albo doppio: contiene Gesebel n. 1 (febbraio 1966)                                                                             |
| 432     | Giugno 2005             | Puzzle                                                  |                       |                                             |           | Tagliando  | 2 copertine - alla seconda versione è abbinato Alan Ford n. 50                                                                 |
| 433     | Luglio 2005             | Il minuetto di Minuette                                 |                       |                                             |           |            | albo doppio: contiene Maxmagnus 1ª parte (Maxmagnus rex) e 2ª parte (Pacem in terram) (novembre 1970)                          |
| 434     | Agosto 2005             | Alla bella pizzeria                                     |                       |                                             |           | Tagliando  | 2 copertine - alla seconda versione è abbinato "Riccardo Finzi n. 16"                                                          |
| 435     | Settembre 2005          | Tre per uno                                             |                       |                                             |           |            | albo doppio: contiene Maxmagnus 3ª parte (Pugnam et bellum) (novembre 1970)                                                    |
| 436     | Ottobre 2005            | L'ombra di Superciuk                                    |                       |                                             |           |            | |
| 437     | Novembre 2005           | Carta da macero                                         |                       |                                             |           |            | |
| 438     | Dicembre 2005           | Dolcetti o scherzetti                                   |                       |                                             |           |            | |
| 439     | Gennaio 2006            | Moby Dick                                               |                       |                                             |           |            | ristampa Alan Ford Special n. 18 (ottobre 1997) - copertina diversa                                                            |
| 440     | Febbraio 2006           | La donna del mistero                                    |                       |                                             |           |            | |
| 441     | Marzo 2006              | I bandana rock                                          |                       |                                             |           |            | |
| 442     | Aprile 2006             | Qui ci vuole…Super-strack                               |                       |                                             |           |            | |
| 443     | Maggio 2006             | Hollywood chiama                                        |                       |                                             |           |            | albo doppio: contiene Kriminal n. 122 (26 ottobre 1967)                                                                        |
| 444     | Giugno 2006             | Operazione security                                     |                       |                                             |           |            | |
| 445     | Luglio 2006             | Vacanze premio                                          |                       |                                             |           |            | |
| 446     | Agosto 2006             | Andiamo all'opera                                       |                       |                                             |           |            | |
| 447     | Settembre 2006          | Ancora Super-strack                                     |                       |                                             |           |            | |
| 448     | Ottobre 2006            | Sangue di fantasma                                      |                       |                                             |           |            | |
| 449     | Novembre 2006           | Vampiri in saldo                                        |                       |                                             |           |            | |
| 450     | Dicembre 2006           | S'inaugura il Number One                                |                       |                                             |           |            | albo doppio: contiene Alan Ford n. 8 (dicembre 1969) - inserto 16 pagine a colori                                              |
| 451     | Gennaio 2007            | I promessi sposi                                        |                       |                                             |           |            | ristampa Alan Ford Special n. 16 (maggio 1997) - copertina diversa                                                             |
| 452     | Febbraio 2007           | Witchcraft                                              |                       |                                             |           |            | |
| 453     | Marzo 2007              | Sulle ali delle nuvole                                  |                       |                                             |           |            | |
| 454     | Aprile 2007             | Grande macello nell'isola dei noiosi                    |                       |                                             |           |            | |
| 455     | Maggio 2007             | Una proposta stupefacente                               |                       |                                             |           |            | albo doppio: contiene Kriminal n. 82 (19 gennaio 1967)                                                                         |
| 456     | Giugno 2007             | Solo per non vedenti                                    |                       |                                             |           |            | |
| 457     | Luglio 2007             | La banda del guercio                                    |                       |                                             |           |            | |
| 458     | Agosto 2007             | Hawaii                                                  |                       |                                             |           |            | |
| 459     | Settembre 2007          | Scacco a Strabalda                                      |                       |                                             |           |            | |
| 460     | Ottobre 2007            | Heil Hitler                                             |                       |                                             |           |            | |
| 461     | Novembre 2007           | Permette? Geko Limortacci                               |                       |                                             |           |            | |
| 462     | Dicembre 2007           | Tutti a Las Vegas                                       |                       |                                             |           |            | |
| 463     | Gennaio 2008            | Sole a scacchi                                          |                       |                                             |           |            | albo doppio: contiene Maxmagnus (novembre 1970) e Alan Ford Special n. 7 (ottobre 1994)                                        |
| 464     | Febbraio 2008           | Una donna senza memoria                                 |                       |                                             |           |            | |
| 465     | Marzo 2008              | Il vedovo allegro                                       |                       |                                             |           |            | |
| 466     | Aprile 2008             | Il diario di Lulu Bell                                  |                       |                                             |           |            | |
| 467     | Maggio 2008             | C'è un traditore tra noi                                |                       |                                             |           |            | albo doppio: contiene Alan Ford Special n. 8 (marzo 1995)                                                                      |
| 468     | Giugno 2008             | Un caso dannatamente intricato                          |                       |                                             |           |            | |
| 469     | Luglio 2008             | Tutti al mare?                                          |                       |                                             |           |            | |
| 470     | Agosto 2008             | Tutti ai monti!                                         |                       |                                             |           |            | albo doppio: contiene Alan Ford Special n. 5 (aprile 1994)                                                                     |
| 471     | Settembre 2008          | La minaccia di Super-Strak                              |                       |                                             |           |            | |
| 472     | Ottobre 2008            | L'affaire Super-Strak                                   |                       |                                             |           |            | |
| 473     | Novembre 2008           | Una storia mai raccontata                               |                       |                                             |           |            | |
| 474     | Dicembre 2008           | Do not disturb                                          |                       |                                             |           |            | |
| 475     | Gennaio 2009            | Meine Liebe Minuette                                    |                       |                                             |           |            | albo doppio: contiene Alan Ford Special n. 10 (ottobre 1995)                                                                   |
| 476     | Febbraio 2009           | Arriva Paciuliski                                       |                       |                                             |           |            | |
| 477     | Marzo 2009              | Otello                                                  |                       |                                             |           |            | ristampa Alan Ford Special n. 22 (ottobre 1998) - copertina diversa                                                            |
| 478     | Aprile 2009             | La prima cosa da fare è uccidere tutti gli avvocati     |                       |                                             |           |            | |
| 479     | Maggio 2009             | Caccia al serial killer                                 |                       |                                             |           |            | albo doppio: contiene Alan Ford Special n. 21 (luglio 1998)                                                                    |
| 480     | Giugno 2009             | Incubo con boato                                        |                       |                                             |           |            | |
| 481     | Luglio 2009             | La bisbetica domata                                     |                       |                                             |           |            | |
| 482     | Agosto 2009             | Vacanze in multiproprietà                               |                       |                                             |           |            | albo doppio: ristampa Alan Ford Special n. 6 (luglio 1994) e n. 9 (luglio 1995) - copertina diversa                            |
| 483     | Settembre 2009          | Iberna oggi, sveglia domani                             |                       |                                             |           |            | |
| 484     | Ottobre 2009            | Un tocco magico                                         |                       |                                             |           |            | |
| 485     | Novembre 2009           | Il conte di Montecristo                                 |                       |                                             |           |            | ristampa Alan Ford Special n. 12 (maggio 1996) - copertina diversa                                                             |
| 486     | Dicembre 2009           | Gingolbells                                             |                       |                                             |           |            | |
| 487     | Gennaio 2010            | Matrimonio tris                                         |                       |                                             |           |            | albo doppio: contiene Alan Ford Special n. 20 (maggio 1998)                                                                    |
| 488     | Febbraio 2010           | E adesso povero Grunf?                                  |                       |                                             |           |            | |
| 489     | Marzo 2010              | I delitti della via Morgue                              |                       |                                             |           |            | ristampa Alan Ford Special n. 19 (marzo 1998) - copertina diversa                                                              |
| 490     | Aprile 2010             | A tutto rock                                            |                       |                                             |           |            | |
| 491     | Maggio 2010             | Come ai vecchi tempi                                    |                       |                                             |           |            | albo doppio: contiene Alan Ford Special n. 14 (ottobre 1996)                                                                   |
| 492     | Giugno 2010             | La seconda cosa da fare è uccidere tutti i medici       |                       |                                             |           |            | |
| 493     | Luglio 2010             | Una gita sul lago                                       |                       |                                             |           |            | |
| 494     | Agosto 2010             | Ananas                                                  |                       |                                             |           |            | albo doppio: ristampa Alan Ford Special n. 13 (luglio 1996) e n. 17 (luglio 1997) - copertina diversa                          |
| 495     | Settembre 2010          | L'enigma del monile di latta                            |                       |                                             |           |            | |
| 496     | Ottobre 2010            | Tre gocce di Superciuk                                  |                       |                                             |           |            | |
| 497     | Novembre 2010           | I Miserabili                                            |                       |                                             |           |            | ristampa Alan Ford Special n. 11 (marzo 1996) - copertina diversa                                                              |
| 498     | Dicembre 2010           | Delitti nella cattedrale                                |                       |                                             |           |            | |
| 499     | Gennaio 2011            | Una ricca eredità                                       |                       |                                             |           |            | |
| 500     | Febbraio 2011           | Oggi sposi                                              |                       |                                             |           |            | albo doppio: ristampa Alan Ford Gli Special n. 1 (ottobre 2007) e n. 1 (aprile 2009) - copertina diversa                       |
| 501     | Marzo 2011              | Da Marte con furore                                     |                       |                                             |           |            | |
| 502     | Aprile 2011             | Il mistero delle due dimensioni                         |                       |                                             |           |            | |
| 503     | Maggio 2011             | Best seller                                             |                       |                                             |           |            | albo doppio: contiene Kriminal n. 326 (7 ottobre 1971)                                                                         |
| 504     | Giugno 2011             | Luna di miele agra                                      |                       |                                             |           |            | |
| 505     | Luglio 2011             | Missione sssegretissima                                 |                       |                                             |           |            | |
| 506     | Agosto 2011             | La patente                                              |                       |                                             |           |            | |
| 507     | Settembre 2011          | Il tesoro dei Magnaben                                  |                       |                                             |           |            | albo doppio: contiene Daniel n. 1 (maggio 1975)                                                                                |
| 508     | Ottobre 2011            | Omicidio su commissione                                 |                       |                                             |           |            | |
| 509     | Novembre 2011           | Tutto in ordine                                         |                       |                                             |           |            | |
| 510     | Dicembre 2011           | Il ritratto di Dorian Gray                              |                       |                                             |           |            | |
| 511     | Gennaio 2012            | Non è successo niente                                   |                       |                                             |           |            | albo doppio: contiene Kriminal n. 31 (16 dicembre 1965)                                                                        |
| 512     | Febbraio 2012           | La terza cosa da fare è uccidere tutti i commercialisti |                       |                                             |           |            | |
| 513     | Marzo 2012              | Un suicidio sospetto                                    |                       |                                             |           |            | |
| 514     | Aprile 2012             | Un amore di gatto                                       |                       |                                             |           |            | |
| 515     | Maggio 2012             | Sorpresa!!                                              |                       |                                             |           |            | |
| 516     | Giugno 2012             | Lo strano caso del dottor Jeckyll                       |                       |                                             |           |            | ristampa Alan Ford Special n.4 (settembre 1993) - copertina diversa                                                            |
| 517 518 | Luglio 2012 Agosto 2012 | Il bandito dalla faccia di gomma                        |                       |                                             |           |            | 1ª parte ristampa Alan Ford Speciale (aprile 1977) - a colori - titolo e copertina diversi 2ª parte                            |
| 519     | Settembre 2012          | Vacanze tra le nuvole                                   |                       |                                             |           |            | |
| 520     | Ottobre 2012            | Nel pallone                                             |                       |                                             |           |            | |
| 521     | Novembre 2012           | Sogno di tante notti di quasi inverno                   |                       |                                             |           |            | |
| 522     | Dicembre 2012           | A Christmas Carol                                       |                       |                                             |           |            | ristampa Alan Ford Special n. 2 (dicembre 1992) - a colori - titolo e copertina diversi                                        |

## Alan Ford (dal 2013 - 1000VolteMeglio Publishing)
| Nº      | Data                    | Titolo                                                   | Copertina | Allegato | Note |
| ------- | ----------------------- | -------------------------------------------------------- | --------- | -------- | --- |
| 523     | Gennaio 2013            | Dracula                                                  |           |          | ristampa Alan Ford Special n. 8 (marzo 1995) - a colori - titolo e copertina diversi                                                                           |
| 524     | Febbraio 2013           | Vampireide                                               |           |          | |
| 525     | Marzo 2013              | Alez Alan                                                |           |          | |
| 526     | Aprile 2013             | Intrigo a Parigi                                         |           |          | |
| 527     | Maggio 2013             | Minuette è morta?                                        |           |          | |
| 528     | Giugno 2013             | Frankenstein                                             |           |          | ristampa Alan Ford Special n. 5 (aprile 1994) - a colori - titolo e copertina diversi                                                                          |
| 529     | Luglio 2013             | Tutto all'aria                                           |           |          | |
| 530     | Agosto 2013             | Chi li ha visti?                                         |           |          | |
| 531     | Settembre 2013          | La baronessa Von Strascen                                |           |          | |
| 532     | Ottobre 2013            | I delitti della Via Morgue                               |           |          | ristampa Alan Ford Special n. 19 (marzo 1998) - a colori - copertina diversa                                                                                   |
| 533     | Novembre 2013           | Canta che ti passa                                       |           |          | |
| 534     | Dicembre 2013           | Uno strano rapimento                                     |           |          | |
| 535     | Gennaio 2014            | Lo spettro di Canterville                                |           |          | ristampa Alan Ford n. 358 (aprile 1999) - a colori - copertina diversa                                                                                         |
| 536     | Febbraio 2014           | Guai a catena                                            |           |          | |
| 537     | Marzo 2014              | Che fine ha fatto Guido Grugnito?                        |           |          | |
| 538     | Aprile 2014             | Otello                                                   |           |          | ristampa Alan Ford Special n. 22 (ottobre 1998) - a colori |
| 539     | Maggio 2014             | Un destino bislacco                                      |           |          | |
| 540     | Giugno 2014             | La banda dei brutti                                      |           |          | |
| 541     | Luglio 2014             | S.O.S vampiri                                            |           |          | |
| 542     | Agosto 2014             | Vampiri alla riscossa!                                   |           |          | |
| 543     | Settembre 2014          | Vampiri in città                                         |           |          | |
| 544     | Ottobre 2014            | Arriva il Papa                                           |           |          | |
| 545     | Novembre 2014           | Pinocchio                                                |           |          | ristampa Alan Ford Special n. 14 (ottobre 1996) - a colori - copertina diversa                                                                                 |
| 546     | Dicembre 2014           | Soccer                                                   |           |          | |
| 547     | Gennaio 2015            | L'assassino delle carrozzelle                            | X         |          | |
| 548     | Febbraio 2015           | Quando gli hot dog si chiamavano Frankfurter             | X         |          | |
| 549     | Marzo 2015              | I promessi sposi                                         | X         |          | ristampa Alan Ford Special n. 16 (maggio 1997) - a colori - copertina diversa                                                                                  |
| 550     | Aprile 2015             | Wunderbar                                                | X         |          | |
| 551     | Maggio 2015             | Predizione angosciosa                                    | X         |          | |
| 552     | Giugno 2015             | Il rapimento del Numero Uno                              | X         |          | |
| 553 554 | Luglio 2015 Agosto 2015 | Long-Life                                                | X         |          | 1ª parte 2ª parte |
| 555     | Settembre 2015          | Il Dottor Jeckyll                                        | X         |          | ristampa Alan Ford Special n. 4 (settembre 1993) - a colori - titolo e copertina diversi                                                                       |
| 556     | Ottobre 2015            | Hotel zero stelle                                        | X         |          | |
| 557     | Novembre 2015           | Il complotto                                             | X         |          | |
| 558     | Dicembre 2015           | Il gobbo di Notre Dame                                   | X         |          | ristampa Alan Ford Special n. 15 (marzo 1997) - a colori - copertina diversa                                                                                   |
| 559     | Gennaio 2016            | La quarta cosa da fare è uccidere tutti gli assicuratori | X         |          | |
| 560     | Febbraio 2016           | Il crimine di Lord Savile                                | X         |          | ristampa Alan Ford Special n. 20 (maggio 1998) - a colori - copertina diversa                                                                                  |
| 561     | Marzo 2016              | Coiffeur pour dames                                      | X         |          | |
| 562     | Aprile 2016             | Riccioli                                                 | X         |          | |
| 563     | Maggio 2016             | Moby Dick                                                |           |          | ristampa Alan Ford Special n. 18 (ottobre 1997) - a colori - copertina diversa                                                                                 |
| 564     | Giugno 2016             | Il ritorno                                               |           |          | |
| 565     | Luglio 2016             | La nuova baronessa                                       |           |          | |
| 566     | Agosto 2016             | Il gusto del potere                                      |           |          | |
| 567     | Settembre 2016          | Il giro del mondo in ottanta giorni                      |           |          | ristampa Alan Ford Special n. 7 (ottobre 1994) - a colori - copertina diversa                                                                                  |
| 568     | Ottobre 2016            | Shaira                                                   |           |          | |
| 569     | Novembre 2016           | I tre moschettieri                                       |           |          | ristampa Alan Ford Special n. 10 (ottobre 1995) - a colori - copertina diversa                                                                                 |
| 570     | Dicembre 2016           | Il dubbio                                                |           |          | |
| 571     | Gennaio 2017            | Follia                                                   |           |          | |
| 572     | Febbraio 2017           | Riccardo III                                             |           |          | ristampa Alan Ford n. 363 (settembre 1999) - a colori - copertina diversa                                                                                      |
| 573     | Marzo 2017              | Pensa a tutto lui                                        |           |          | |
| 574     | Aprile 2017             | Ondelux                                                  |           |          | |
| 575     | Maggio 2017             | Amleto                                                   |           |          | ristampa Alan Ford n. 369 (marzo 2000) - a colori - copertina diversa                                                                                          |
| 576     | Giugno 2017             | Il gran giorno di Bob Rock                               |           |          | |
| 577     | Luglio 2017             | Operazione Tokio                                         |           |          | |
| 578     | Agosto 2017             | Lo stiletto dell'imperatore                              |           |          | |
| 579     | Settembre 2017          | La bisbetica domata                                      |           |          | ristampa Alan Ford n. 481 (luglio 2009) - a colori - copertina diversa                                                                                         |
| 580     | Ottobre 2017            | La coppia più brutta del mondo                           |           |          | |
| 581     | Novembre 2017           | Un'anfora tutta d'oro                                    |           |          | |
| 582     | Dicembre 2017           | Un tenebroso affare                                      |           |          | ristampa Alan Ford Special n. 21 (luglio 1998) - a colori - copertina diversa                                                                                  |
| 583     | Gennaio 2018            | Due pasticcioni nei pasticci                             |           |          | |
| 584     | Febbraio 2018           | Il dramma di Riccioli                                    |           |          | |
| 585     | Marzo 2018              | Il Conte di Montecristo                                  |           |          | ristampa Alan Ford Special n. 12 (maggio 1996) - a colori - copertina diversa                                                                                  |
| 586     | Aprile 2018             | Mississippi Show Boats                                   |           |          | |
| 587     | Maggio 2018             | I Miserabili                                             |           |          | ristampa Alan Ford Special n. 11 (marzo 1996) - a colori - copertina diversa                                                                                   |
| 588     | Giugno 2018             | La quinta cosa da fare è uccidere tutti i dentisti       |           |          | |
| 589     | Luglio 2018             | La banda di El Toro                                      |           |          | |
| 590     | Agosto 2018             | Mani in alto                                             |           |          | |
| 591     | Settembre 2018          | Duello a mezzanotte esatta                               |           |          | |
| 592     | Ottobre 2018            | La patente                                               |           |          | ristampa Alan Ford n. 506 (agosto 2011) - a colori - copertina diversa                                                                                         |
| 593     | Novembre 2018           | Confetti                                                 |           |          | |
| 594     | Dicembre 2018           | Trullalla-la-yee                                         |           |          | ristampa Alan Ford Special n. 9 (luglio 1995) - a colori - copertina diversa                                                                                   |
| 595     | Gennaio 2019            | Dietro le sbarre                                         |           |          | |
| 596     | Febbraio 2019           | Il ritratto di Dorian Gray                               |           |          | ristampa Alan Ford n. 510 (dicembre 2011) - a colori - copertina diversa                                                                                       |
| 597     | Marzo 2019              | E se fosse andata così?                                  |           |          | |
| 598     | Aprile 2019             | Alaska                                                   |           |          | |
| 599     | Maggio 2019             | Viaggi OK tutto compreso                                 |           |          | ristampa Alan Ford Special n. 1 (giugno 1992) - a colori - copertina diversa                                                                                   |
| 600     | Giugno 2019             | Eclissi                                                  |           |          | |
| 601     | Luglio 2019             | Catturate Superciuk                                      |           |          | |
| 602     | Agosto 2019             | Cerco casa                                               |           |          | |
| 603     | Settembre 2019          | Sole, cielo, aria e…                                     |           |          | |
| 604     | Ottobre 2019            | Un po' di rosso                                          |           |          | |
| 605     | Novembre 2019           | Riscatto                                                 |           |          | |
| 606     | Dicembre 2019           | Zeppelin                                                 |           |          | |
| 607     | Gennaio 2020            | I misteri di Marte                                       |           |          | |
| 608     | Febbraio 2020           | Cinema, cinema                                           |           |          | |
| 609     | Marzo 2020              | Terrore a Hollywood                                      |           |          | |
| 610     | Aprile 2020             | Il Mago XYZ                                              |           |          | |
| 611     | Maggio 2020             | Magia                                                    |           |          | |
| 612     | Giugno 2020             | Gitarella con delitto                                    |           |          | |
| 613     | Luglio 2020             | Box-Office                                               |           |          | |
| 614     | Agosto 2020             | Con la regia di…                                         |           |          | |
| 615     | Settembre 2020          | Sinfonia                                                 |           |          | |
| 616     | Ottobre 2020            | La leggenda di Shaira                                    |           |          | |
| 617     | Novembre 2020           | Alan è scomparso                                         |           |          | |
| 618     | Dicembre 2020           | Il piano di Riccioli                                     |           |          | |
| 619     | Gennaio 2021            | Nala Dorf: special                                       |           |          | albo doppio: contiene Alan Ford n. 234 (dicembre 1988) |
| 620     | Febbraio 2021           | Neve                                                     |           |          | |
| 621     | Marzo 2021              | Un mondo in vendita                                      |           |          | |
| 622     | Aprile 2021             | Virus?                                                   |           |          | |
| 623     | Maggio 2021             | Un sogno quasi proibito                                  |           |          | |
| 624     | Giugno 2021             | Confusione                                               |           |          | |
| 625     | Luglio 2021             | Oblio                                                    |           |          | |
| 626     | Agosto 2021             | Superciuk: Special 50°                                   |           |          | ristampa Alan Ford n. 291 (settembre 1993) - titolo e copertina diversi; contiene strisce pubblicate su Comix (gennaio 1993)                                   |
| 627     | Settembre 2021          | Processo a Minuette                                      |           |          | |
| 628     | Ottobre 2021            | Evasione                                                 |           |          | |
| 629     | Novembre 2021           | L’Incredibile!                                           |           |          | |
| 630     | Dicembre 2021           | La morte si presenta                                     |           |          | |
| 631     | Gennaio 2022            | A rotta di collo                                         |           |          | |
| 632     | Febbraio 2022           | Di gioia si muore                                        |           |          | |
| 633     | Marzo 2022              | 2+2 uguale due                                           |           |          | |
| 634     | Aprile 2022             | La fine di un'era                                        |           |          | |
| 635 636 | Maggio 2022 Giugno 2022 | Attack!                                                  |           |          | 1ª parte - contiene Alan Ford Spin off n. 1 (febbraio 1996) e n. 2 (marzo 1996) 2ª parte - contiene Alan Ford Spin off n. 3 (aprile 1996) e n. 4 (maggio 1996) |
| 637     | Luglio 2022             | Così è se vi piace                                       |           |          | |
| 638     | Agosto 2022             | Il padrino ammazza ancora                                |           |          | |
| 639     | Settembre 2022          | Enigma                                                   |           |          | |
| 640     | Ottobre 2022            | T'amo ti-vu                                              |           |          | |
| 641     | Novembre 2022           | È una trappola? Per chi?                                 |           |          | |
| 642     | Dicembre 2022           | A carte scoperte                                         |           |          | |
| 643     | Gennaio 2023            | Il numero vincente                                       |           |          | |
| 644     | Febbraio 2023           | Navy del mistero                                         |           |          | |
| 645     | Marzo 2023              | Una donna di nome Calamity                               |           |          | |
| 646     | Aprile 2023             | Minga & Manga + Sayonara                                 |           |          | albo doppio: ristampa Alan Ford n. 374 (agosto 2000) - copertina diversa                                                                                       |
| 647     | Maggio 2023             | Donne allo sbaraglio                                     |           |          | |
| 648     | Giugno 2023             | Prima uno, poi l'altro                                   |           |          | |
| 649     | Luglio 2023             | Il signor Put                                            |           |          | |
| 650     | Agosto 2023             | Festa grande                                             |           |          | |
| 651     | Settembre 2023          | San-Grillà                                               |           |          | |
| 652     | Ottobre 2023            | Sogno o realtà?                                          |           |          | |
| 653     | Novembre 2023           | Questo matrimonio si ha da fare                          |           |          | |
| 654     | Dicembre 2023           | Il burattinaio cattivo                                   |           |          | |
| 655     | Gennaio 2024            | Kilobaid                                                 |           |          | |
| 656     | Febbraio 2024           | Il robot assassino                                       |           |          | |
| 657     | Marzo 2024              | Il Grande Saggio                                         |           |          | |
| 658     | Aprile 2024             | Il gioco delle parti                                     |           |          | |
| 659     | Maggio 2024             | 4 minuti dopo                                            |           |          | |
| 660     | Giugno 2024             | Il piano di Putifarre                                    |           |          | |
| 661     | Luglio 2024             | Un tuffo nel passato                                     |           |          | albo doppio: ristampa Alan Ford n. 98 (agosto 1977) e n. 111 (settembre 1978)                                                                                  |
| 662     | Agosto 2024             | Abbasso il vincitore                                     |           |          | |
| 663     | Settembre 2024          | Una crociera sofferta                                    |           |          | |
| 664     | Ottobre 2024            | La prima cosa da fare è…                                 |           |          | albo doppio: ristampa Alan Ford n. 478 (aprile 2009) e n. 492 (giugno 2010)                                                                                    |
| 665     | Novembre 2024           | Due per uno                                              |           |          | |
| 666     | Dicembre 2024           | La banda dei fantasmi                                    |           |          | |
| 667     | Febbraio 2025           | Il ritorno di Gommaflex                                  |           |          | |
| 668     | Aprile 2025             | Tu si 'na cosa sceppa                                    |           |          | |
| 669     | Giugno 2025             | L'uomo caduto dal cielo                                  |           |          | |
| 670     | Luglio 2025             | Chi spara male è perduto                                 |           |          | |
| 671     | Agosto 2025             | Un pacco misterioso                                      |           |          | |

## Albi fuori serie
| Nº | Data           | Titolo                                     | Allegato | Note                                        |
| -- | -------------- | ------------------------------------------ | -------- | ------------------------------------------- |
|    | Aprile 1977    | Alan Ford e il Gruppo TNT contro Gommaflex |          | Superfumetti in TV n. 5                     |
|    | Luglio 1979    | Alan Ford e il Gruppo TNT da SuperGulp     |          | Superfumetti in TV n. 14                    |
|    | Agosto 1979    | Decennale                                  |          | Eureka n. 8 (194)                           |
|    | Febbraio 1989  | Ventennale                                 |          | Eureka n. 5                                 |
|    | Marzo 1994     | 25º anniversario                           |          |                                             |
|    | Settembre 1994 | Specialissimo Quark                        |          |                                             |
|    | Luglio 1999    | Special 30º anniversario                   |          | Tutto a colori                              |
|    | Settembre 2014 | Special 45º anniversario                   |          |                                             |
|    | Marzo 2019     | Special 50º anniversario                   |          | tiratura 100 copie numerate                 |
|    | Marzo 2019     | E se fosse andata così?                    |          | variant n.597 - tiratura 100 copie numerate |

## Alan Ford Special

### 1ª serie (1992-1999)
| Nº | Data           | Titolo                            | Allegato | Note                                      |
| -- | -------------- | --------------------------------- | -------- | ----------------------------------------- |
| 1  | Giugno 1992    | Viaggi OK! Tutto compreso!        |          |                                           |
| 2  | Dicembre 1992  | Lo spirito di Natale              |          |                                           |
| 3  | Luglio 1993    | Crociera "au pair" (alla pari)    |          |                                           |
| 4  | Settembre 1993 | Lo strano caso del Dottor Jeckyll |          |                                           |
| 5  | Aprile 1994    | Frankenstein il mostro            |          |                                           |
| 6  | Luglio 1994    | Vacanze in multiproprietà         |          |                                           |
| 7  | Ottobre 1994   | Il giro del mondo in 80 giorni    |          |                                           |
| 8  | Marzo 1995     | Dracula il vampiro                |          |                                           |
| 9  | Luglio 1995    | Trullallà-là-yeh                  |          |                                           |
| 10 | Ottobre 1995   | I tre moschettieri                |          |                                           |
| 11 | Marzo 1996     | I miserabili                      |          |                                           |
| 12 | Maggio 1996    | Il conte di Montecristo           |          |                                           |
| 13 | Luglio 1996    | Ananas                            |          |                                           |
| 14 | Ottobre 1996   | Pinocchio                         |          |                                           |
| 15 | Marzo 1997     | Il gobbo di Notre Dame            |          |                                           |
| 16 | Maggio 1997    | I promessi sposi                  |          |                                           |
| 17 | Luglio 1997    | BBQ                               |          |                                           |
| 18 | Ottobre 1997   | Moby Dick                         |          |                                           |
| 19 | Marzo 1998     | I delitti della Via Morgue        |          |                                           |
| 20 | Maggio 1998    | Il crimine di Lord Savile         |          |                                           |
| 21 | Luglio 1998    | Un tenebroso affare               |          |                                           |
| 22 | Ottobre 1998   | Otello                            |          |                                           |
| 23 | Marzo 1999     | Alan Ford contro Gommaflex        |          | ristampa Alan Ford Speciale (aprile 1977) |

### 2ª serie (1999-2001)
| Nº      | Data          | Titolo                         | Allegato | Note |
| ------- | ------------- | ------------------------------ | -------- | --- |
| 1 (24)  | Maggio 1999   | Il Dottor Jeckyll              |          | ristampa Alan Ford Special 1ª serie n. 4 (settembre 1993) - titolo, copertina e formato diversi                                  |
| 2 (25)  | Luglio 1999   | 30º anniversario               |          | |
| 3 (26)  | Ottobre 1999  | Frankenstein                   |          | ristampa Alan Ford Special 1ª serie n. 5 (aprile 1994) - titolo, copertina e formato diversi                                     |
| 4 (27)  | Marzo 2000    | Dracula                        |          | ristampa Alan Ford Special 1ª serie n. 8 (marzo 1995) - titolo, copertina e formato diversi                                      |
| 5 (28)  | Maggio 2000   | Il giro del mondo in 80 giorni |          | ristampa Alan Ford Special 1ª serie n. 7 (ottobre 1994) - copertina e formato diversi                                            |
| 6 (29)  | Luglio 2000   | Vacanze in multiproprietà      |          | ristampa Alan Ford Special 1ª serie n. 6 (luglio 1994) - copertina e formato diversi                                             |
| 7 (30)  | Ottobre 2000  | I tre moschettieri             |          | ristampa Alan Ford Special 1ª serie n. 10 (ottobre 1995) - copertina e formato diversi                                           |
| 8 (31)  | Marzo 2001    | I miserabili                   |          | ristampa Alan Ford Special 1ª serie n. 11 (marzo 1996) - copertina e formato diversi                                             |
| 9 (32)  | Maggio 2001   | Il conte di Montecristo        |          | ristampa Alan Ford Special 1ª serie n. 12 (maggio 1996) - copertina e formato diversi                                            |
| 10 (33) | Luglio 2001   | Sole, mare e monti             |          | albo doppio - ristampa Alan Ford Special 1ª serie n. 9 (luglio 1995) e n. 13 (luglio 1996) - titolo, copertina e formato diversi |
| 11 (34) | Novembre 2001 | Terrorism                      |          | ristampa Alan Ford n. 211 (gennaio 1987) - copertina diversa                                                                     |

### 2002
La numerazione generale prosegue, anche se in realtà i quattro numeri pubblicati non sono dedicati ad Alan Ford ma ad altri personaggi comunque creati da Max Bunker.
| Nº     | Data    | Titolo                                 | Allegato | Note                                    |
| ------ | ------- | -------------------------------------- | -------- | --------------------------------------- |
| 1 (35) | Aprile  | Kriminal - Terrore sulla Costa Azzurra |          | ristampa Kriminal n. 2 (settembre 1964) |
| 2 (36) | Giugno  | Milord                                 |          | ristampa                                |
| 3 (37) | Agosto  | Cliff - La formula della distruzione   |          | ristampa                                |
| 4 (38) | Ottobre | Satanik                                |          | ristampa                                |

### 2003
| Nº     | Data     | Titolo               | Allegato | Note |
| ------ | -------- | -------------------- | -------- | --- |
| 1 (39) | Luglio   | Crimini e misfatti 1 |          | ristampa Alan Ford Special 1ª serie n. 19 (marzo 1998) e n. 20 (maggio 1998) - titolo, copertina e formato diversi   |
| 2 (40) | Agosto   | Crimini e misfatti 2 |          | ristampa Alan Ford Special 1ª serie n. 21 (luglio 1998) e n. 22 (ottobre 1998) - titolo, copertina e formato diversi |
| 3 (41) | Novembre | Album figurine       |          | ristampa allegato Alan Ford n. 93 (marzo 1977)                                                                       |

### 2004
| Nº     | Data      | Titolo                           | Allegato | Note                                                        |
| ------ | --------- | -------------------------------- | -------- | ----------------------------------------------------------- |
| 1 (42) | Giugno    | Alan Ford contro Gommaflex       | foglio   | ristampa Alan Ford Speciale (aprile 1977)                   |
| 2 (43) | Luglio    | Il botto delle dodici e quindici | foglio   | ristampa Alan Ford n. 90 (dicembre 1976)                    |
| 3 (44) | Agosto    | Alan Ford contro Baby Kate       | foglio   | ristampa Alan Ford n. 93 (marzo 1977) e n. 94 (aprile 1977) |
| 4 (45) | Settembre | Album figurine                   |          | ristampa allegato Alan Ford n. 93 (marzo 1977)              |

### 2007
| Nº     | Data    | Titolo        | Allegato | Note                                                           |
| ------ | ------- | ------------- | -------- | -------------------------------------------------------------- |
| 1 (46) | Ottobre | Alan Ford 500 |          | albo doppio - ristampa parziale Alan Ford n. 398 (agosto 2002) |

### 2009
| Nº     | Data  | Titolo         | Allegato | Note                                                                   |
| ------ | ----- | -------------- | -------- | ---------------------------------------------------------------------- |
| 1 (47) | Marzo | Alan Ford 1000 |          | albo doppio - ristampa parziale Alan Ford Special n. 46 (ottobre 2007) |

## Serie "Gli Special"
| Data           | Titolo                         | Allegato | Note                                                                                                   |
| -------------- | ------------------------------ | -------- | --- |
| Ottobre 2021   | Alan Ford incontra Shakespeare |          | ristampa delle storie Amleto, La bisbetica domata, Otello, Riccardo III                                |
| Settembre 2022 | Alan Ford incontra Oscar Wilde |          | ristampa delle storie Lo spettro di Canterville, Il ritratto di Dorian Gray, Il crimine di Lord Savile |

## Spin off

### Storie del Numero Uno

#### 1ª serie (1983-1984)
| Nº | Data        | Titolo                                                                                                 | Allegato | Note |
| -- | ----------- | --- | -------- | ---- |
| 1  | Luglio 1983 | Tutto ciò che non sapete di Custer, Leonida, Nelson, Carlo Magno, Giulio Cesare, Lafitte, Elena, Omero |          |      |
| 2  | Giugno 1984 | Tutto ciò che non sapete di Omero: l'Odissea, Virgilio, I golpisti                                     |          |      |
| 3  | Agosto 1984 | Tutto ciò che non sapete di Napoleone, Orazi e Curiazi, Nerone, Cristoforo Colombo, Pirro              |          |      |

#### 2ª serie (1992-1999)
| Nº | Data        | Titolo                                                                                              | Allegato | Note |
| -- | ----------- | --------------------------------------------------------------------------------------------------- | -------- | ---- |
| 1  | Luglio 1992 | Dopo 500 anni la vera storia di Colombo più altre storie                                            |          |      |
| 2  | 1993        | La vera storia di Napoleone, Davy Crockett, Orazi e Curiazi, Icaro, Nerone, Lafitte                 |          |      |
| 3  | 1993        | I grandi poemi di Omero, Iliade e Odissea, le gesta e le imprese di Achille, Ulisse, Elena di Troia |          |      |
| 4  | Marzo 1995  | La vera storia di Robin Hood, Alessandro il Grande, Romolo e Remo, Billy the Kid                    |          |      |
| 5  | Luglio 1996 | La vera storia della Lega Lombarda, Attila, Cleopatra, Beethoven                                    |          |      |
| 6  | Luglio 1997 | La vera storia di Dante, Leonardo da Vinci, Giovanna d'Arco, Guglielmo Tell                         |          |      |
| 7  | Luglio 1998 | La vera storia di Stalin, Fratelli Lumière, Marco Polo, Gioacchino Rossini                          |          |      |
| 8  | Luglio 1999 | La vera storia di Manzoni, Freud, Verdi, Shakespeare                                                |          |      |

#### 3ª serie (2000-2002)
| Nº | Data        | Titolo | Allegato | Note |
| -- | ----------- | --- | -------- | ---- |
| 1  | Luglio 2000 | Giulio Cesare, Icaro, Pirro, Orazi e Curiazi, Orlando, Davy Crockett, Leonida, Lafitte, Nelson, Nerone, Virgilio, Napoleone, Custer |          |      |
| 2  | Luglio 2001 | Robin Hood, i grandi poemi di Omero: Iliade e Odissea, Alessandro il Grande                                                         |          |      |
| 3  | Luglio 2002 | Billy the Kid, Romolo e Remo, Lega Lombarda, Beethoven, Attila, Cleopatra                                                           |          |      |

#### Raccolte del Numero Uno
| Nº | Data | Titolo                   | Allegato | Note |
| -- | ---- | ------------------------ | -------- | ---- |
| 1  | 2003 | Le storie del Numero Uno |          |      |

### Bob Rock
| Nº | Data          | Titolo             | Allegato | Note                         |
| -- | ------------- | ------------------ | -------- | ---------------------------- |
| 0  | Gennaio 1996  | Mai più soli       |          | allegato ad Alan Ford n. 319 |
| 1  | Febbraio 1996 | L'eredità Rock     |          |                              |
| 2  | Marzo 1996    | 45 village         |          |                              |
| 3  | Aprile 1996   | Al monte Rushmore  |          |                              |
| 4  | Maggio 1996   | La chiave di volta |          |                              |